# Villamorey
Villamorey (Villamoréi, en asturiano y oficialmente) es un lugar de la parroquia de Oviñana del concejo de Sobrescobio, en la comunidad autónoma del Principado de Asturias (España).
En 2009 contaba con una población de 87 habitantes repartidos entre unas 45 viviendas aproximadamente.
Situada en el norte geográfico del concejo, pero próxima a su capital, Rioseco, se encuentra en un marco natural incomparable, incluido dentro del parque natural de Redes.
Se llega a ella desde Rioseco por la carretera SC-2, que cruza el embalse para llegar a Soto de Agues y Ladines.
Sobresalen las siguientes construcciones: la capilla de San Roque (con pórtico delantero y campanario con espadaña), varios hórreos, un molino de agua, bolera, y pista para las fiestas.
Celebra las fiestas de San Roque el segundo domingo de agosto.
La principal ocupación productiva de la población es la silvicultura y ganadería. En particular, una granja de huevos de gallina.
Atraviesa el pueblo el río del Alba en su camino hacia el Nalón desde La Cruz de los Ríos (la ruta del Alba). Recoge las aguas del Picu Retriñón, Picu la Forada, Picu Cuchu, La Colladiella y La Llomba.
Desde Villamorey pueden verse las estribaciones y cimas de peñas y montañas cercanas:
- Las de la sierra del Crespón, hacia el oeste de la población (o sea, a la derecha mirando río arriba).
- Peña Xerragúa. A pesar de tener tan sólo 874 m de altura, su proximidad la hace parecer más alta de lo que es. Está hacia el sur.
- El Picu la Forada, de 1641 m, y la Verdasca, hacia la izquierda el Xerragúa.
- La peña Llagos, de 1041 m, que domina la población de Soto de Agues.

Partiendo de esta localidad hay dos sendas de pequeño recorrido.
La primera, la PR AS-177, nos conduce, tras unos 2,5 km, al Torreón de Villamorey (Torrexón), construcción (en estado de ruina consolidada) que permitía el control del desfiladero del Nalón comprendido entre Rioseco y El Condado. Dicha ruina -protegida- se alza sobre una pequeña loma rocosa que domina el pantano de Rioseco. Es lo que queda del antiguo castillo de Villamorey. Parece que el castillo es de origen romano; fue completamente reconstruido en época del rey asturiano Alfonso I (siglo VIII) y cedido en el siglo XII, junto con todo el Coto de Sobrescobio, a los Caballeros de la Orden de Santiago. El castillo perdió su función de dominio tras la fundación de la Pola de Oviñana, en el siglo XIV (localidad que retendría la capitalidad administrativa hasta el año 1929 en que se traslada a Rioseco. El castillo ya era sólo una ruina en el siglo XV.
La otra senda, de mayor porte, unas 4 horas de duración, es la PR-AS-121.
Es una ruta circular, bajo las cumbres de la sierra del Crespón, que hace de límite entre el parque natural de Redes y el vecino concejo de Laviana.
Hay excelentes vistas de las cimas del concejo, las más próximas:
- La Peña la Xamoca (1288 m), hacia el norte, sobre la población de Campiellos.
- El Collargayos/Cuyargayos (1391 m), hacia el estesureste, con la peña Riegos (1.389 m) y el Picu la Fraya (1.403 m).
- El Picu Retriñón (1863 m), hacia el sur (a su izquierda, la Cabeza l'Arcu 1.598 m).